# 內宿站
內宿站（日语：／ Uchijuku eki */?）是一個位於埼玉縣北足立郡伊奈町內宿台三丁目，屬於埼玉新都市交通伊奈線（New Shuttle）的鐵路車站，也是該線的終點站。

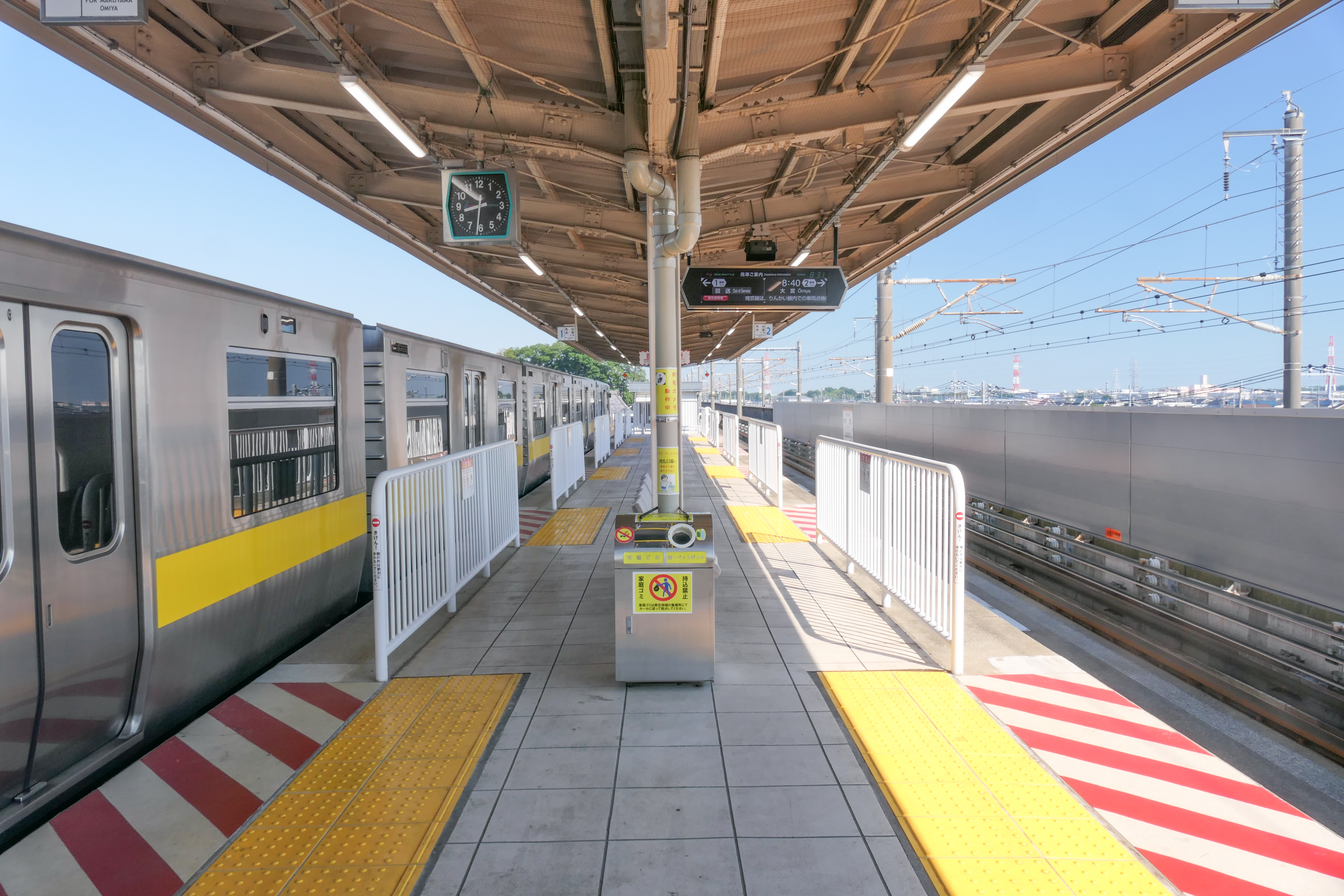
月台（2022年7月）

## 車站構造
島式月台1面2線的高架車站。午間只使用2號線。

### 月台配置
| 月台 | 路線                   | 目的地         |
| ---- | ---------------------- | -------------- |
| 1、2 | ■伊奈線（New Shuttle） | 丸山、大宮方向 |

## 車站周邊
该区域通过埼玉县实施的伊奈特定土地区画整理事業，形成了内宿台与西小針两大新兴住宅区。以车站为核心向外辐射的居住区中，站前地带历经显著变迁：初期虽保留较多未开发空地，但随着建设推进已逐步完善。2004年作为区划整理的重要节点，站前空间实施了系统性改造，包括增设环形交通枢纽、改建公共卫生设施、配置休息长椅等公共设备。其中环形广场设有伊奈町社区巴士"いなまる"北循环线路的停靠站点。
周边设施分布：
- 西侧：
  - 西光寺
- 东侧：
  - 伊奈町立小針北小学校
  - 伊奈町町制記念公園（以园内玫瑰园闻名。伊奈町以"玫瑰之乡"自居）
  - 埼玉县县民活动综合中心（提供免费接驳巴士服务，原经羽贯站的路线已停运）

## 历史
- 1990年（平成2年）8月22日 開業。

## 相鄰車站
埼玉新都市交通
■ 伊奈線
羽貫（NS12）－內宿（NS13）

## 外部連結
- 內宿站 （页面存档备份，存于）（路線圖、車站資訊） - 埼玉新都市交通